# Heaton, Greater Manchester
Heaton är en stadsdel i Bolton, i distriktet Bolton, i grevskapet Greater Manchester, i England. Heaton var en civil parish från 1866 till 1898 då den blev en del av Bolton. Denna civil parish hade 1 599 invånare år 1891.